# Vakok kertje

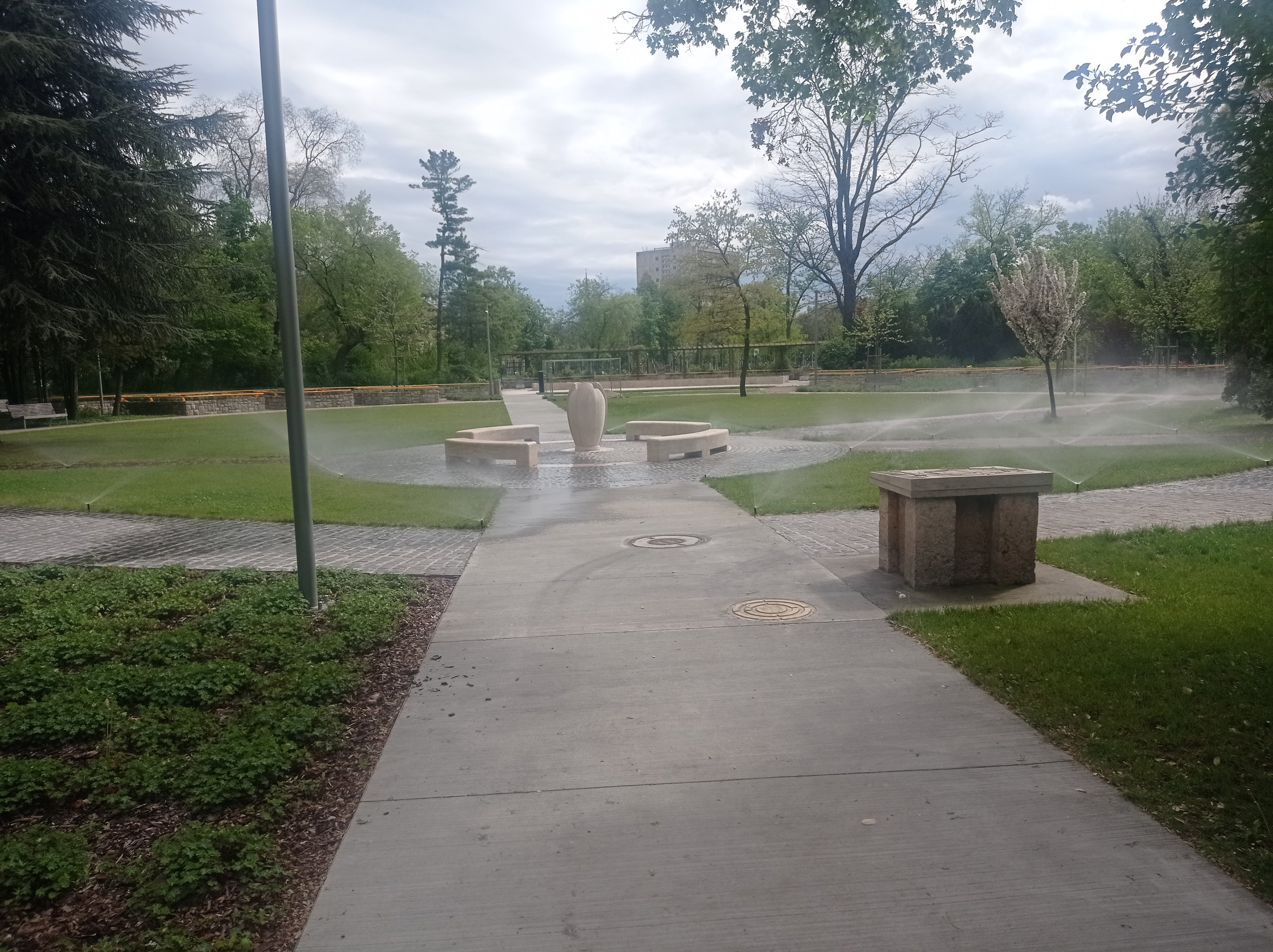
A felújított Vakok kertje

A Vakok kertje egy, a látássérültek számára kialakított, a Városliget északi oldalán, az Ajtósi Dürer sor és a Hermina út kereszteződésénél található, nagyjából 1 hektáros elkerített parkrész. A pihenőkert környezetében számos vakokat és gyengénlátókat segítő szervezet működik, akik a kert alapításától a mai napig aktívan használják a területet.

## Története
A pihenőparkot 1972-ben hozták létre. Tervezését a Főkert munkatársa, Csorba Veronika végezte, akiknek többek között a Múzeumkert, az Óbudai-sziget közparkja és az Európai Liget tervezését is köszönhetjük. A kert megvalósítása nemzetközi viszonylatban is korszerű lépésnek számított, hiszen a 20. század második felében Európában mindössze négy városban Baritonban, Bécsben, Hágában és New Hampshire-ben működött hasonló közpark. A tervező nem a külföldi példák adaptálását, hanem a látogatók igényeinek való megfelelést tekintette fő feladatának. A kert koncepciója az 1998-as felújítás és a 2018-as teljes rekonstrukció után sem változott meg.
A kert egy közel 4000 m²-es, kerítéssel határolt, takarónövényekkel és fákkal szegélyezett park, melyet a látássérültek biztonságos körülmények között, kísérő nélkül is szabadon használhatnak. A Vakok kertjében található sétautak koncentrikus körben helyezkednek el. A látássérültek tájékozódását a különböző anyagból készült, körülbelül 20 méterenként váltakozó útburkolat és a bejáratnál elhelyezett Braille-írással ellátott, tapintható térkép segíti. A kert közepén akusztikus szökőkút, a végében pedig egy élménymedence van. A tervező munkája során gondot fordított arra is, hogy a két csobogó eltérő erősségű és magasságú hangot bocsásson ki, ezzel is segítve a látássérültek tájékozódását. A sétautak mellé megemelt virágágyások kerültek, hogy a látogatók a tapintáson kívül az illatok érzékelésével is felismerhessék a különböző növényeket. A játszóeszközök később kerültek a kertbe, a kicsiknek hinta és vizes pancsoló, az idősebb korosztálynak pedig lengőteke és speciálisan kialakított pingpongasztal épült. Emellett helyet kapott a parkban egy eltérő hosszúságú és színű fémcsövekből álló csőorgona is, amelyet bottal megütve különböző magasságú hangokat lehetett megszólaltatni. A kert megnyitásától kezdve, az 1998-as kisebb felújítás kivételével egészen 2018-ig működött, állapota azonban leromlott, ezért is volt szükség teljes felújítására.

## A kert megújulása
A Vakok kertje a Liget Budapest Projekt zöldfelület rehabilitációjának első ütemében, a Garten Stúdió tervei alapján újult meg 2018-ban. A kert elkerítettsége megmaradt, és a jövőben is csak a vakok és gyengénlátók számára lesz korlátlanul hozzáférhető. A teljes felújítás során elbontották a kertben lévő faházat, helyébe egy akadálymentesített, mosdóval ellátott épület került. Az eredeti struktúra megtartása mellett egy új, belső sétány került kialakításra. A növényágyak jól felismerhető színű, Braille feliratokat is tartalmazó korláttal egészültek ki, továbbá az ágyásokat illatos gyógy-és fűszernövényekkel ültették be. Megújultak a burkolatok, a játszófelületek, padok, a játszó-és pihenőrész a kert nyugati oldalára került. A játszótér gumiburkolatot kapott, a játszóeszközök pedig homokozóval, fészekhintával, és halmozottan hátrányos gyerekek számára is használható elemekkel egészültek ki. Megújult a lengőteke és asztalitenisz és csőorgona is, és további kültéri zenélő eszközökkel egészült ki a park. 

## Látogatás
A Vakok kertje áprilistól októberig, nyitvatartási időben minden vak- és gyengén látó számára szabadon látogatható. 

### Nyitvatartás
- április 1-30 és október 1-31: 12:00 - 18:00
- május 1-augusztus 31: 12:00 - 20:00
- november 1-március 31: zárva
- szünnap: hétfő

Munkaszüneti és ünnepnapokon is a fentiek szerint nyitva.